# Payao Poontarat
Payao Poontarat (Prachuap Khiri Khan, 18 de octubre de 1957-Bangkok, 13 de agosto de 2006) fue un boxeador tailandés.
En tailandés, su nombre se escribe พ เยาว์ พูน ธ รัตน์.
Poontarat fue el primer atleta de Tailandia que logró ganar una medalla en los Juegos Olímpicos. A la edad de 18 años en los Juegos Olímpicos de Montreal, ganó la medalla de bronce, ganó en tres partidos, entre ellos el boxeador soviético Alexander Tkachenko, perdiendo en las semifinales.
En 1983-1984, al terminar su carrera amateur en el boxeo profesional, fue el campeón de peso mosca campeón del CMB.
Después de su carrera deportiva, fue miembro del Parlamento de su natal provincia de Prachuap Khiri Khan. Años después sufrió de esclerosis lateral amiotrófica, y falleció en 2006, en Bangkok.